# مرشح (شخص)
المرشح أو المترشح، (بالإنجليزية candidate أو nominee) هو المتلقي المحتمل لجائزة أو تكريم، أو الشخص الذي يسعى إلى أو يتم التفكير به ليشغل منصبًا معينًا؛ كأن:
- يتم انتخابه لمنصب ما — وفي هذه الحالة، تتم إجراءات لاختيار المرشح مسبقًا.
- يحصل على عضوية في جماعة ما

ويعد «الترشيح» جزءًا من عملية اختيار المرشح لانتخابه لمنصب ما من جانب حزب سياسي، أو منحه تكريمًا أو جائزة. ويعرف هذا الشخص باسم "nominee" (مرشح)، على الرغم من أن كلمة "nominee" غالبًا ما تستخدم مع كلمة "candidate" بالتبادل. أما «المرشح المفترض» (Presumptive nominee) فهو عبارة عن مصطلح يستخدم عندما يعتقد الشخص أو المنظمة أن الترشيح أمر لا مفر منه. ويعرف الحدث الذي تكون خلاله مرشحًا في سباق لترشيح حزب أو لمكتب انتخابي باسم "candidacy" (الترشيح).
وتُشتق الكلمة الإنجليزية "Candidate" من الكلمة اللاتينية "candida" (أبيض). ففي روما القديمة، عادة ما كان يرتدي الأشخاص الذين يخوضون الانتخابات لمنصب سياسي سترة تم تبييضها وتقصيرها (من خلال تعريضها للشمس أو بالمواد الكيميائية) حتى تأخذ اللون الأبيض الزاهي أثناء الخطابات والمناظرات والمعاهدات، وغيرها من الوظائف العامة.

## المرشحون في الانتخابات
في سياق انتخابات الإدارات العامة في الديمقراطية الحزبية النيابية، يطلق على المرشح الذي تم اختياره من قبل الحزب السياسي عادة اسم «مرشح» (nominee) هذا الحزب. وعادة ما يتم اختيار الحزب (أي تسمية المرشح) اعتمادًا على جولة أو اثنتين من الانتخابات الأولية وذلك وفقًا لقواعد الحزب أو أي قوانين انتخابية قابلة التطبيق.
وقد يطلق على المرشحين أيضًا وصف «شاغل المنصب»، إذا كان بالفعل يشغل المنصب الذي سيخوض عليه إعادة الانتخابات أو «المتباري» إذا كان الغرض من الانتخابات إبعاد شاغل المنصب.
وفي سياق الانتخابات لمنصب عام في ديمقراطية مباشرة، من الممكن تسمية المرشح بواسطة أي شخص مؤهل - وإذا كانت الإجراءات البرلمانية هي التي تستخدم، فيجب تأييد الترشيح، أي تلقي الموافقة من شخص ثانٍ.
في بعض الأنظمة النيابية غير الحزبية (مثل الانتخابات الإدارية في البهائية)، لا تحدث أي ترشيحات على الإطلاق (أو إطلاق حملات، أو العمل على إنجاح مرشح أو غير ذلك)، حيث يحق للناخبين اختيار أي شخص في وقت التصويت - مع بعض الاستثناءات الممكنة مثل متطلبات الحد الأدنى للعمر - في التشريع. وفي هذه الحالات، من غير الضروري (أو حتى من الممكن) أن يكون أعضاء جمهور الناخبين على معرفة بجميع الأشخاص الممكن انتخابهم في منطقتهم، على الرغم من أن مثل هذه الأنظمة قد تتضمن انتخابات غير مباشرة على مستويات جغرافية أوسع لضمان وجود بعض المعرفة المباشرة بين المرشحين المحتملين على هذه المستويات (أي بين النواب المنتخبين).

## المرشح المفترض
المرشح المفترض، في سياسة الولايات المتحدة، هو المرشح الذي لم يحصل بعد على ترشيح رسمي من حزبه السياسي في مؤتمر الترشيح، ولكنه المرشح الأوفر حظًا بلا منازع، كما أنه المرشح المفترض الذي سيرشحه الحزب على نطاق واسع، أو حتى بالإجماع. وينطبق هذا المصطلح على المستوى الوطني، لا سيما فيما يتعلق بمؤتمر الترشيح للانتخابات الرئاسية الأمريكية وعلى مستوى الولايات الأمريكية.
فقد يعد المرشح مرشحًا مفترضًا بعد مغادرة جميع المنافسين الرئيسيين، ومن غير المحتمل أن ينسحب المرشح، أن يتم اغتصاب منصبه أو استبعاده من السباق. وبدلاً من ذلك، في الانتخابات الرئاسية، قد يعد المرشح مرشحًا مفترضًا بعد جمع تعهدات كافية من النواب من خلال الانتخابات الأولية والمؤتمرات الحزبية للتأكد عمليًا من الترشيح النهائي في المؤتمر.

## سن الترشيح
يشير سن الترشيح إلى الحد الأدنى للسن الذي يمكن عنده للشخص أن يتأهل قانونيًا لشغل بعض المناصب الحكومية بالانتخاب. ويحدد دستور الولايات المتحدة متطلبات الحد الأدنى للسن، كما في دساتير الولايات.
في الولايات المتحدة، يجب أن يكون عمر الشخص خمسة وثلاثين عامًا على الأقل حتى يصبح رئيسًا أو نائب رئيس، وثلاثين عامًا حتى يصبح عضوًا في مجلس الشيوخ، أو خمسة وعشرين عامًا ليكون نائبًا، كما هو محدد في الولايات المتحدة بنص الدستور.